# П'єр Луї Шарль де Файї
П'єр Луї Шарль Ахілл де Файї (фр. Pierre Louis Charles Achille de Failly; 21 січня 1810, Розуа-сюр-Серр — 15 листопада 1892, Комп'єнь) — французький воєначальник, дивізійний генерал.

## Біографія
Народився в Розуа-сюр-Серр, в департаменті Ена. Син Шарля Луї, графа де Файї, та Софі де Мон де Меньє. У 1826 році вступив до Сен-Сірського військового училища. Свою військову кар'єру розпочав у Парижі, де брав участь у справі на вулиці Транснонен, де здобув репутацію жорстокого військового. Олівець Дом'є з особливою енергією зобразив епізод з будинком Доєна. Полковником став у серпні 1851 року, бригадним генералом — 29 серпня 1854 року, брав участь у Кримській війні та повернувся генералом дивізії.
У 1857 році одружився з Фелісіте де Фрезаль де Бурфо, яка народилася в Комп'єні (Уаза) 19 квітня 1821 року.
Лицар Почесного легіону з 1842 року, він був удостоєний звання великого офіцера ордена 25 червня 1859 року після Італійської кампанії.
У 1867 році йому було доручено зупинити спробу наступу Гарібальді на Римську область. Саме тоді, після Ментани, він написав: «Наші гвинтівки Шасспо зробили диво», фразу, яку йому жорстоко закидали.
Сенатор з 12 березня 1868 року, він командував 5-м армійським корпусом під час французько-прусської війни 1870 року. Імператорський фаворит продемонстрував свій військовий дух, дозволивши розгромити Мак-Магона під Райхсгоффеном 6 серпня 1870 року.
30 серпня, знехтувавши попередженнями жителів Бомон-ан-Аргонна, він дозволив собі потрапити в засідку біля Маасу в той момент, коли його солдати їли юшку. Ставши жертвою некомпетентності свого командира, дивізія Файї, розгромлена, виявила головний корпус армії, що йшов на Седан, і її розгром прискорив остаточний крах. Файї був звільнений з посади командувача і опинився в полоні після капітуляції Седана.
Після повернення з Німеччини генерал де Файї уникнув військового суду і зник з поля зору, перш ніж піти у відставку.

## Війни
1830 та 1831: Французьке завоювання Алжиру
1851—1854: Французьке завоювання Алжиру
1854—1856: Кримська війна
1859: Австро-італо-французька війна
1867: Римський експедиційний корпус
1870: Французько-прусська війна

## Нагороди

### Французькі нагороди
- Військова медаль (26 грудня 1868) як офіцер-генерал[3].
- Великий офіцер ордена Почесного легіону (указ від 25 червня 1859 року).
- Кримська медаль
- Медаль Італійської кампанії 1859

### Іноземні нагороди
- Кавалер-командор ордена Лазні (Велика Британія).
- ордені Меджидіє 2-го класу (Туреччина).
- Великий хрест ордена Фрідріха (Вюртемберг).
- Великий хрест ордена Святих Маврикія та Лазаря (Італія).
- Медаль «За військову доблесть» (Сардинія).